# Melba Moore
Beatrice Melba Smith, känd som Melba Moore, född 29 oktober 1945 i New York, är en amerikansk disco- och R&B-sångare samt skådespelare. Hon är dotter till saxofonisten Teddy Hill och R&B-sångaren Bonnie Davis.

## Diskografi

### Album
| Skivmärke                                  | År   | Album                             | Listplacering | Listplacering |
| Skivmärke                                  | År   | Album                             | U.S.          | U.S. R&B      |
| ------------------------------------------ | ---- | --------------------------------- | ------------- | ------------- |
| Mercury Records                            | 1970 | I Got Love                        | —             | —             |
| Mercury Records                            | 1971 | Look What You're Doing to The Man | 157           | 43            |
| Mercury Records                            | 1972 | Melba Moore Live!                 | —             | —             |
| Buddah Records                             | 1975 | Peach Melba                       | 176           | 49            |
| Buddah Records                             | 1976 | This Is It                        | 145           | 32            |
| Buddah Records                             | 1976 | Melba                             | 177           | 30            |
| Buddah Records                             | 1977 | A Portrait of Melba               | —             | —             |
| Epic Records                               | 1978 | Melba                             | 114           | 35            |
| Epic Records                               | 1979 | Burn                              | —             | 71            |
| Epic Records                               | 1980 | Closer                            | —             | —             |
| EMI America Records                        | 1981 | What a Woman Needs                | 201           | 46            |
| Capitol Records                            | 1982 | The Other Side of the Rainbow     | 152           | 18            |
| Capitol Records                            | 1983 | Never Say Never                   | 147           | 9             |
| Capitol Records                            | 1985 | Read My Lips                      | 130           | 30            |
| Capitol Records                            | 1986 | A Lot of Love                     | 91            | 7             |
| Capitol Records                            | 1988 | I'm in Love                       | —             | 45            |
| Capitol Records                            | 1990 | Soul Exposed                      | —             | 52            |
| "—" nådde inte listorna, eller släpptes ej |      |                                   |               |               |

### Singlar
| År                                         | Singel                                                  | Listplacering | Listplacering | Listplacering | Listplacering |
| År                                         | Singel                                                  | U.S.          | U.S. R&B      | U.S. Dance    | UK            |
| ------------------------------------------ | ------------------------------------------------------- | ------------- | ------------- | ------------- | ------------- |
| 1970                                       | "Look What You're Doing To The Man"                     | —             | —             | —             | —             |
| 1975                                       | "I Am His Lady"                                         | —             | 82            | —             | —             |
| 1976                                       | "This Is It"                                            | 91            | 18            | 2             | 9             |
| 1976                                       | "Lean On Me"                                            | —             | 14            | —             | —             |
| 1976                                       | "Free"                                                  | —             | —             | 14            | —             |
| 1976                                       | "Make Me Believe In You"                                | —             | —             | 6             | —             |
| 1976                                       | "Play Boy Scout"                                        | —             | —             | 14            | —             |
| 1977                                       | "Good Love Makes Everything Alright (Greatest Feeling)" | —             | —             | 36            | —             |
| 1977                                       | "The Long and Winding Road"                             | —             | 94            | —             | —             |
| 1977                                       | "The Way You Make Me Feel"                              | —             | 62            | —             | —             |
| 1978                                       | "You Stepped Into My Life"                              | 47            | 12            | 5             | —             |
| 1978                                       | "Standing Right Here"                                   | —             | 62            | 53            | —             |
| 1979                                       | "Miss Thing"                                            | —             | 90            | 41            | —             |
| 1979                                       | "Pick Me Up, I'll Dance"                                | —             | 85            | 22            | 48            |
| 1981                                       | "Let's Stand Together" 1                                | —             | 44            | 12            | —             |
| 1981                                       | "Take My Love" 1                                        | —             | 15            | 12            | —             |
| 1982                                       | "Love's Comin' At Ya"                                   | —             | 5             | 2             | 15            |
| 1983                                       | "Keepin' My Lover Satisfied"                            | —             | 14            | 57            | —             |
| 1983                                       | "Mind Up Tonight"                                       | —             | 25            | 17            | 22            |
| 1983                                       | "Underlove"                                             | —             | 35            | 42            | 60            |
| 1984                                       | "Livin' for Your Love"                                  | —             | 6             | —             | —             |
| 1985                                       | "I Can't Believe (It's Over)"                           | —             | 29            | —             | —             |
| 1985                                       | "Read My Lips"                                          | —             | 12            | —             | —             |
| 1985                                       | "When You Love Me Like This"                            | —             | 14            | —             | —             |
| 1986                                       | "A Little Bit More" (with Freddie Jackson)              | —             | 1             | —             | 96            |
| 1986                                       | "Love the One I'm With (A Lot of Love)"                 | —             | 5             | —             | —             |
| 1986                                       | "Falling"                                               | —             | 1             | —             | —             |
| 1987                                       | "I'm Not Gonna Let You Go"                              | —             | 26            | —             | —             |
| 1987                                       | "It's Been So Long"                                     | —             | 6             | —             | —             |
| 1988                                       | "I Can't Complain"                                      | —             | 12            | —             | —             |
| 1988                                       | "I'm in Love"                                           | —             | 13            | —             | —             |
| 1988                                       | "Love & Kisses"                                         | —             | 68            | —             | —             |
| 1990                                       | "Do You Really (Want My Love?)"                         | —             | 10            | 39            | 93            |
| 1990                                       | "Lift Ev'ry Voice and Sing"                             | —             | 9             | —             | —             |
| "—" nådde inte listorna, eller släpptes ej |                                                         |               |               |               |               |

- ^1  "Let's Stand Together" och "Take My Love" låg på listan tillsammans på U.S. Billboard Dance, men inte på andra listor.

### Fotnoter
1. 1 2  ”The HistoryMakers”. Arkiverad från originalet den 16 september 2011. https://web.archive.org/web/20110916114811/http://thehistorymakers.com/biography/biography.asp?bioindex=1824&category=EntertainmentMakers&occupation=Singer%20%5C%26%20Stage%20Actress&name=Melba%20Moore. Läst 24 juli 2010.
2. ↑  läs online, www.theatreworldawards.org .[källa från Wikidata]
3. ↑  Roberts, David (2006). British Hit Singles & Albums (19th). London: Guinness World Records Limited. sid. 377. ISBN 1-904994-10-5